# 库伊
库伊（法語：Couy，法語發音：[kwi]）是法国谢尔省的一个市镇，位于该省东部，属于布尔日区。

## 地理
库伊（47°7'2"N, 2°49'32"E）面积18.36 平方千米，位于法国中央-卢瓦尔河谷大区谢尔省，该省份为法国中部省份，北起卢瓦雷省，西接卢瓦-谢尔省和安德尔省，南至克勒兹省，东南接阿列省，东临涅夫勒省。
与库伊接壤的市镇（或旧市镇、城区）包括：沙朗托奈、绍穆马尔西利、加里尼、格龙、塞夫里、维勒基耶。

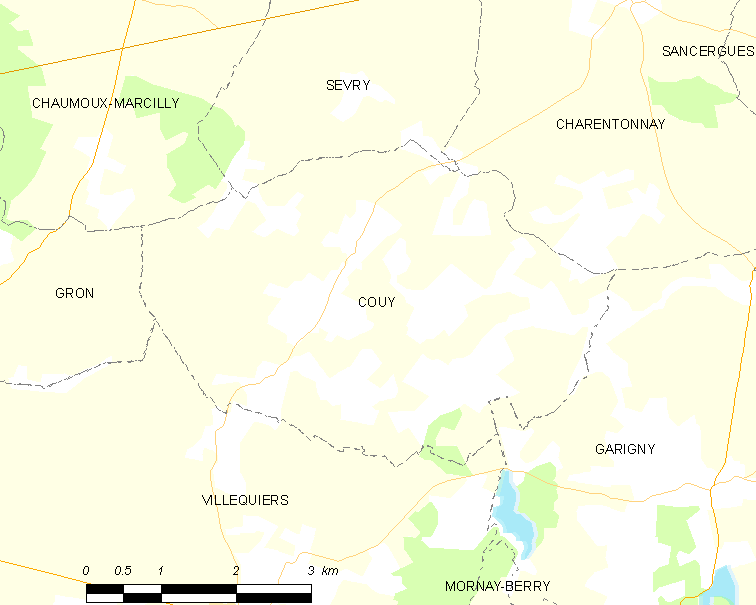
库伊的OSM定位图

库伊的时区为UTC+01:00、UTC+02:00（夏令时）。

## 行政
库伊的邮政编码为18140，INSEE市镇编码为18077。

## 政治
库伊所属的省级选区为阿沃尔县。

## 人口

1962-2008年间库伊人口变化图示

库伊于2022年1月1日时的人口数量为376人。